# راشل جری
راشل جری (انگلیسی: Rachel Jarry؛ زادهٔ ۶ دسامبر ۱۹۹۱) بازیکن بسکتبال اهل استرالیا است.
وی در مسابقات کشوری و بین‌المللی در مجموع برندهٔ ۲ مدال برنز شده‌است.